# مقاله‌های پژوهشی اقتصاد
مقاله‌های پژوهشی اقتصاد (ری‌پک) (به انگلیسی: Research Papers in Economics (RePEc))، یک تلاش مشترک از صدها داوطلب در بسیاری از کشورها برای افزایش انتشار پژوهشها در اقتصاد است. قلب پروژه یک پایگاه داده غیرمتمرکز مقالات کاری، پیش چاپ‌ها، مقالات نشریهای و اجزای نرم‌افزاری است. این پروژه در سال ۱۹۹۷ آغاز شد.